# AEGON Surbiton Trophy 2015
Die AEGON Surbiton Trophy 2015 waren ein Tennisturnier des ITF Women’s Circuit 2015 für Damen und ein Tennisturnier der ATP Challenger Tour 2015 für Herren in Surbiton. Beide Turniere fanden zeitgleich vom 8. bis 13. Juni 2015 statt.